# Hatfield (Hertfordshire)
Hatfield è una cittadina di 27.883 abitanti della contea dell'Hertfordshire, in Inghilterra.

## Storia
Durante la dominazione sassone, era conosciuta con il nome di Hetfelle, ma non più tardi del 970, anno in cui re Edgar fece dono di 5.000 acri (20 km²) al monastero di Ely, era già nota come Haethfeld. Hatfield è menzionata nel Domesday Book come proprietà dell'Abbazia di Ely. La città fu poi chiamata Bishop's Hatfield. Nella cittadina vi è la Hatfield House,  residenza della famiglia Cecil, marchesi di Salisbury.
Elisabetta Tudor vi fu confinata per tre anni in quello che oggi è conosciuto come "The Old Palace" a Hatfield Park. La leggenda narra che fu qui, nel 1558, mentre era seduta sotto un albero di quercia nel Parco, che apprese la notizia della morte della sua sorellastra, la regina Maria I. Elisabetta tenne il suo primo Consiglio nella Great Hall (The Old Palace) di Hatfield.
Nel 1851, il percorso dell'attuale A1000, è stata modificata per evitare il taglio dei giardini di Hatfield House.

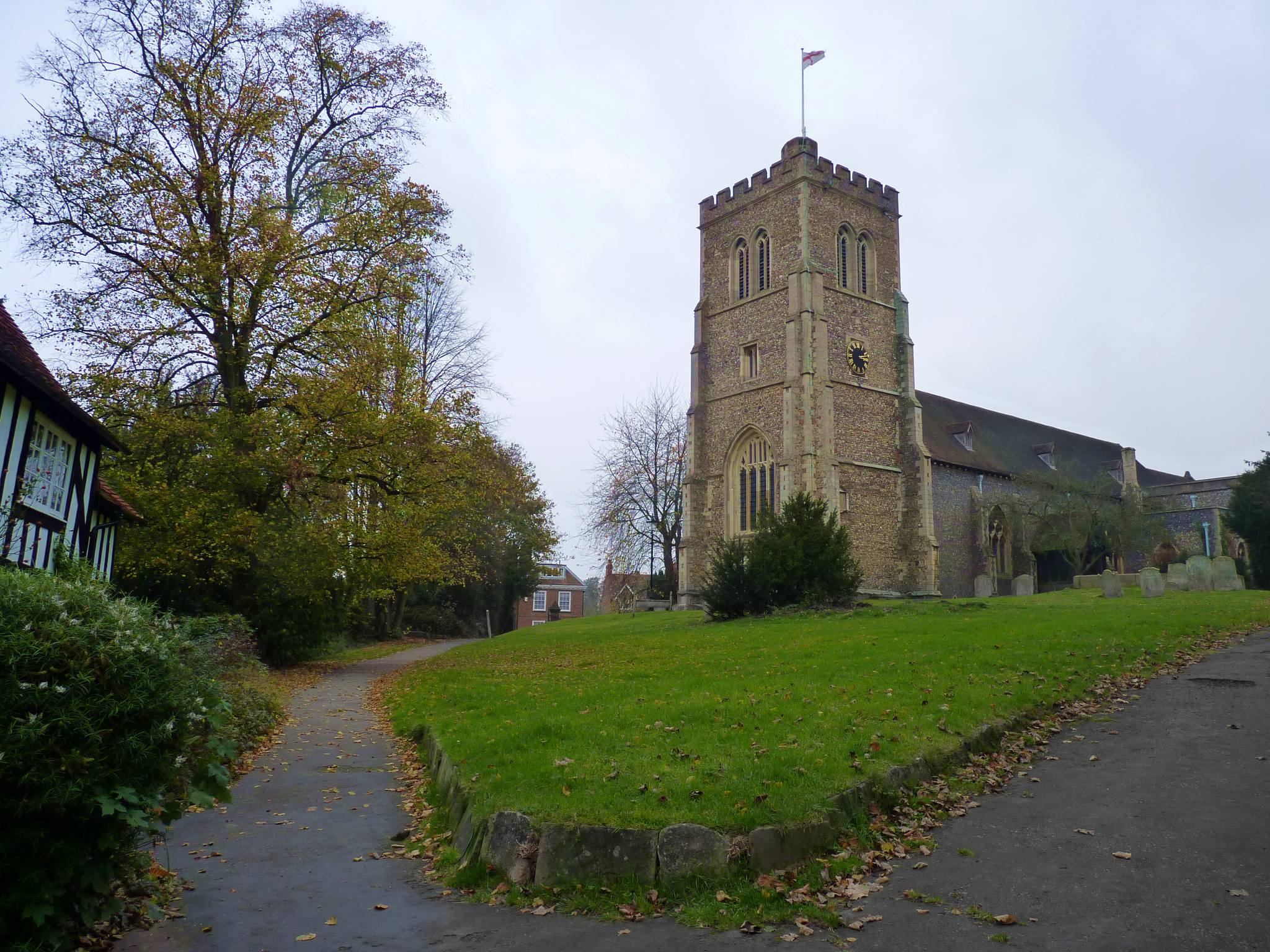
St Etheldreda 's Church.

La città crebbe intorno alla porte di Hatfield House. Il centro di Hatfield conserva molti edifici storici, in particolare The Old Palace, St. Etheldreda's Church e Hatfield House. The Old Palace fu costruito dal vescovo di Ely, il cardinale John Morton, nel 1497, durante il regno di Enrico VII. L'unica ala superstite del palazzo è ancora oggi utilizzata per i banchetti in stile elisabettiano. St Etheldreda'ss Church fu fondata dai monaci di Ely nel 1285.
Nel 1930 vi fu aperta la De Havilland Aircraft Company, che, dal 1949, divenne il più grande datore di lavoro della città, con quasi 4.000 dipendenti.
Dopo la seconda guerra mondiale, Hatfield è stata ricostruita sotto il New Towns Act 1946. Il governo designò 2.340 acri (9,5 km²) di Hatfield New Town, con un obiettivo di raggiungere una popolazione di 25.000 abitanti. Nel 2001 la popolazione aveva raggiunto 27.833.

## Geografia fisica

### Clima
Hatfield presenta un clima oceanico simile a quasi tutto il Regno Unito.
| Hatfield            | Mesi | Mesi | Mesi | Mesi | Mesi | Mesi | Mesi | Mesi | Mesi | Mesi | Mesi | Mesi | Stagioni | Stagioni | Stagioni | Stagioni | Anno  |
| Hatfield            | Gen  | Feb  | Mar  | Apr  | Mag  | Giu  | Lug  | Ago  | Set  | Ott  | Nov  | Dic  | Inv      | Pri      | Est      | Aut      | Anno  |
| ------------------- | ---- | ---- | ---- | ---- | ---- | ---- | ---- | ---- | ---- | ---- | ---- | ---- | -------- | -------- | -------- | -------- | ----- |
| T. max. media (°C)  | 8    | 9    | 12   | 14   | 18   | 21   | 23   | 23   | 20   | 16   | 11   | 8    | 8,3      | 14,7     | 22,3     | 15,7     | 15,3  |
| T. min. media (°C)  | 5    | 5    | 6    | 8    | 10   | 13   | 15   | 16   | 13   | 11   | 8    | 5    | 5        | 8        | 14,7     | 10,7     | 9,6   |
| Precipitazioni (mm) | 50,7 | 39,9 | 31,7 | 46,2 | 38,9 | 46,4 | 33,1 | 43,6 | 49,7 | 70,7 | 58,1 | 56,9 | 147,5    | 116,8    | 123,1    | 178,5    | 565,9 |

## Istruzione
A Hatfield vi sono numerose scuole primarie e secondarie, tra cui The Ryde School, St. Philip Howard Catholic Primary School, Onslow St Audrey's School e Bishops Hatfield Girls School e la Queenswood School.
A Hatfield ha la propria sede l'Università dell'Hertfordshire.

## Luoghi di interesse

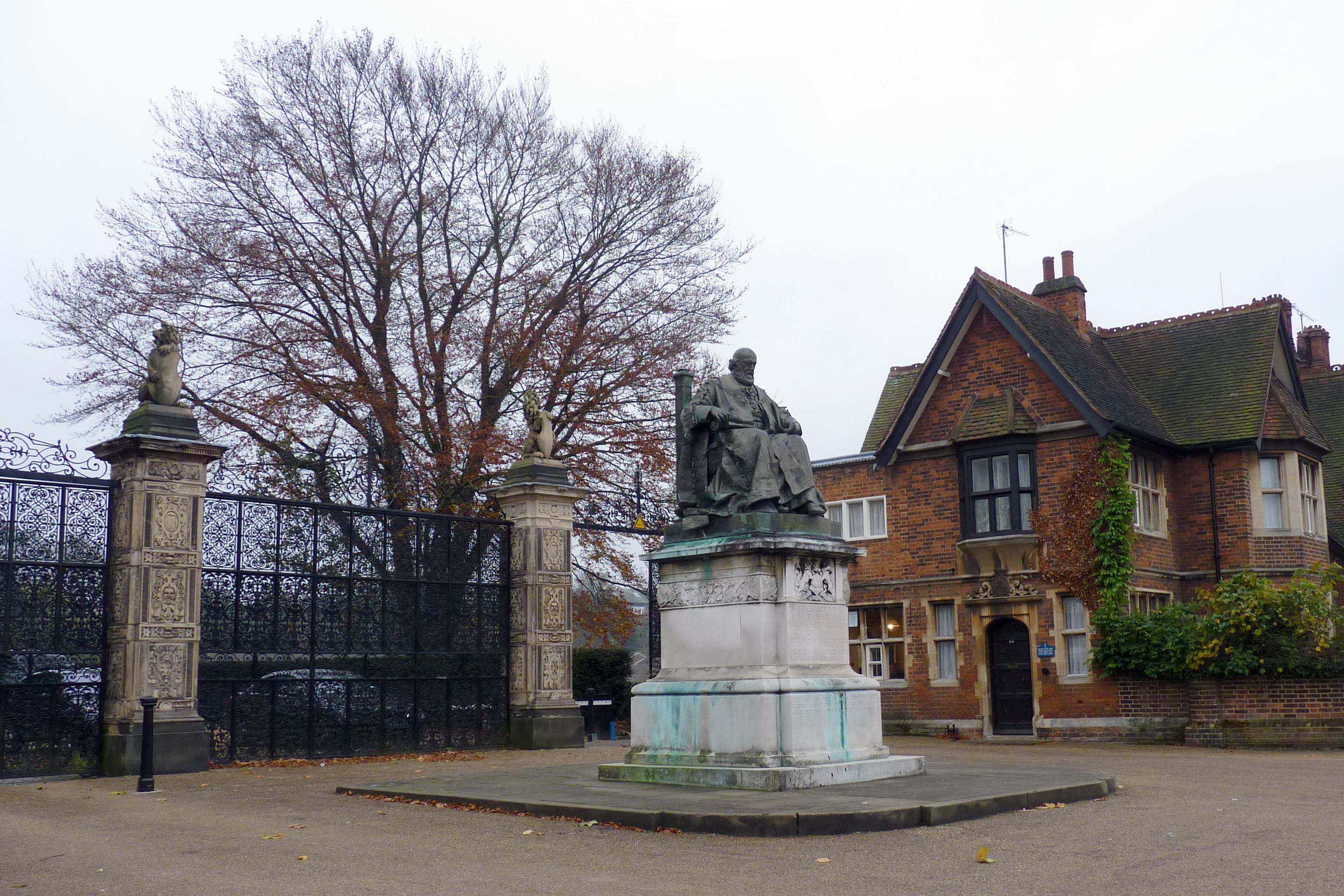
Statua di Robert Gascoyne-Cecil, III marchese di Salisbury di fronte ai cancelli del parco di Hatfield House.

- Università dell'Hertfordshire;
- Hatfield House
- Mill Green Museum
- Hatfield Business Park

## Infrastrutture e trasporti
Hatfield è ubicata 20 miglia (32 km) a nord di Londra. Si trova a 14 miglia (23 km) dall'Aeroporto di Londra-Luton e all'autostrada A1 e alla M25.

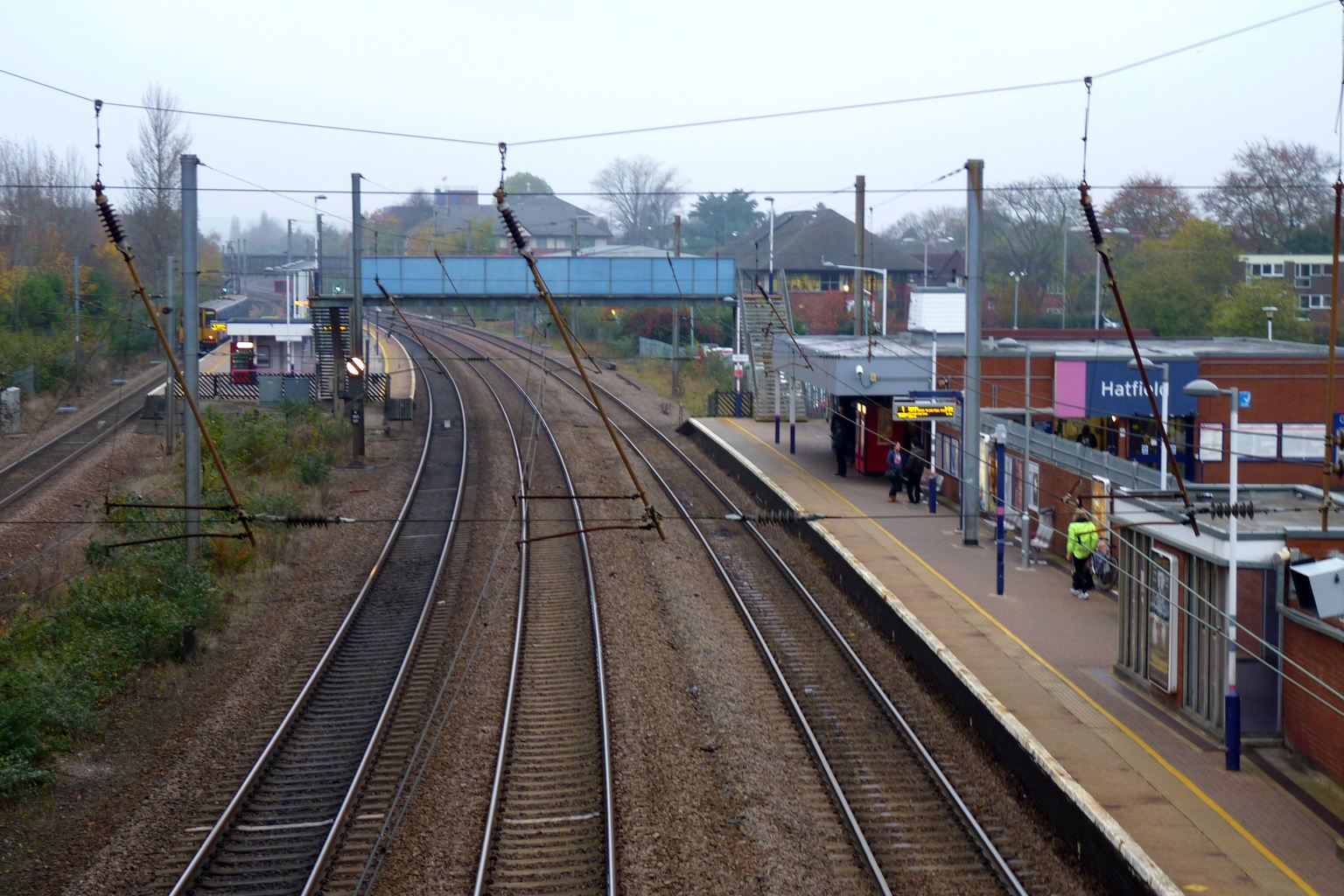
Hatfield railway station.

La East Coast railway line, che collega Londra a York, attraversa la città dividendola in due parti. La Hatfield railway station è collegata alla London King's Cross e consente di raggiungere la capitale in 22 minuti.